# Базош (Нијевр)
Базош (фр. Bazoches) насеље је и општина у источном делу централне Француске у региону Бургоња, у департману Нијевр која припада префектури Кламси.
По подацима из 2011. године у општини је живело 166 становника, а густина насељености је износила 11,33 становника/km². Општина се простире на површини од 14,65 km². Налази се на средњој надморској висини од 350 метара (максималној 417 m, а минималној 193 m).

## Демографија
| 1962. | 1968. | 1975. | 1982. | 1990. | 1999. | 2011. |
| ----- | ----- | ----- | ----- | ----- | ----- | ----- |
| 280   | 311   | 283   | 266   | 223   | 197   | 166   |

График промене броја становника у току последњих година